# Ванфоре Кофу
Ванфоре Кофу (яп. ヴァンフォーレ甲府, Ванфоре Кофу) — японський футбольний клуб з міста Кофу, префектура Яманасі, який виступає в Джей-лізі.

## Досягнення
- Володар Кубка Імператора Японії: 2022